# Fidera
Fidera is een geslacht van tweekleppigen uit de  familie van de Praenuculidae.